# Papier-maché

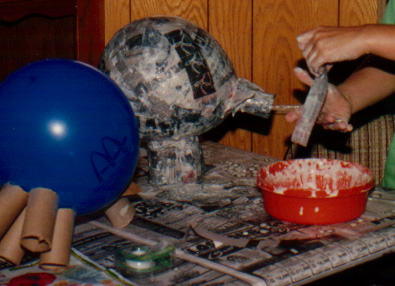
Papier-maché formas kring en ballong för att göra en gris. Man kan även tillverka stora påskägg på samma sätt.

Papier-maché (från franska: papier mâché, "tuggat papper") är pappersmassa som består av papper, ibland textilier samt av en sammanbindande vätskesubstans (till exempel lim) och används vid modellering och tillverkning. 
Papier-maché patenterades på 1700-talet, men det användes i Kina långt innan dess, på 200-talet f.Kr. Papier-maché går att tillverka själv av tidningspapper och exempelvis tapetklister eller en blandning av kokande vatten och vetemjöl. I mongolisk tradition används förutom papper och klister även krita och potatismjöl i blandningen.